# Antonio Montero Moreno
Antonio Montero Moreno (Churriana de la Vega, 28 agosto 1928 – Siviglia, 16 giugno 2022) è stato un arcivescovo cattolico spagnolo.

## Biografia
Antonio Montero Moreno nacque a Churriana de la Vega il 28 agosto 1928.

### Formazione e ministero sacerdotale
Entrato nel seminario di Granada, iniziò gli studi per la licenza in teologia presso la Facoltà di Teologia di Cartuja della stessa città. In seguito conseguì il dottorato in storia della Chiesa presso la Pontificia Università Gregoriana a Roma, il dottorato in teologia presso la Pontificia Università di Salamanca e il diploma presso la scuola di giornalismo di Madrid. Nel 1961 pubblicò la sua tesi di dottorato in storia della Chiesa con il titolo Historia de la persecución religiosa en España, 1936-1939. L'opera venne ristampata nel 1998 e nel 2004. Durante i suoi anni di studio a Roma, collaborò assiduamente alla rivista di poesia Estría, insieme a José María Cabodevilla, José Luis Martín Descalzo, José María Javierre e altri giovani sacerdoti.
Il 19 maggio 1951 fu ordinato presbitero per l'arcidiocesi di Granada nella basilica di San Giovanni in Laterano a Roma. Dopo aver ricoperto gli incarichi di vicario coadiutore nella parrocchia di Sant'Agostino, cappellano presso dell'ospedale clinico "San Cecilio" e insegnante presso il collegio di Cristo Re, tutti a Granada, nel 1953 venne nominato vicedirettore della rivista Ecclesia. Nel 1958 divenne direttore della stessa. Seguì i lavori del Concilio Vaticano II come cronista. Insegnò anche storia della Chiesa e patrologia presso il seminario ispanoamericano di Madrid dal 1954 al 1960. Nel 1955, insieme ad altri sacerdoti, fondò la casa editrice Propaganda Popular Católica (PPC), che gestì fino al 1969 e che continuò a dirigere su base volontaria. Fu anche collaboratore del quotidiano ABC.

### Ministero episcopale
Il 4 aprile 1969 papa Paolo VI lo nominò al vescovo ausiliare di Siviglia e titolare di Regiana. Ricevette l'ordinazione episcopale il 17 maggio successivo nella cattedrale di Santa Maria della Sede a Siviglia dal cardinale José María Bueno y Monreal, arcivescovo metropolita di Siviglia, co-consacranti il cardinale Vicente Enrique y Tarancón, arcivescovo metropolita di Toledo, e l'arcivescovo metropolita di Granada Rafael García y García de Castro.
Il 3 maggio 1980 papa Giovanni Paolo II lo nominò vescovo di Badajoz. Prese possesso della diocesi il 24 maggio successivo.
Il 28 luglio 1994 la diocesi venne elevata al rango di arcidiocesi metropolitana con la bolla Universae Ecclesiae di papa Giovanni Paolo II; contestualmente la chiesa di Santa María la Mayor di Mérida assurse al rango di concattedrale e l'arcidiocesi prese il nome attuale, a ricordo dell'antica sede metropolitana di epoca romana e visigotica. Prese possesso dell'arcidiocesi il 12 ottobre successivo.
Il 9 luglio 2004 papa Giovanni Paolo II accettò la sua rinuncia al governo pastorale dell'arcidiocesi per raggiunti limiti di età. In seguito si trasferì a Siviglia.
In seno alla commissione per i mezzi di comunicazione sociale della Conferenza episcopale spagnola fu membro dal 1972 al 1978, presidente dal 1978 al 1987, membro dal 1987 al 1993, presidente dal 1993 al 1999 e membro dal 1999. Fu anche membro della commissione per la pastorale sociale dal 1975 al 1978.
Fu anche membro della Pontificia commissione delle comunicazioni sociali, elevata a Pontificio consiglio nel 1988, venendo riconfermato il 13 gennaio 1984, e il 10 marzo 1994 e membro del consiglio episcopale europeo per le comunicazioni sociali sin dalla sua creazione.
Fu anche presidente onorario della casa editrice Propaganda Popular Católica. Nel 1997 venne eletto accademico della Reale Accademia di lettere e arti dell'Estremadura ed entrò in carica nel 2006.
Venne insignito del Premio Bravo per la comunicazione nel 2001, della medaglia d'oro dell'Estremadura nello stesso anno, di un dottorato honoris causa della Pontificia Università di Salamanca nel 2004 e del Premio Guadalupe-Hispanidad nel 2005.
Gli sono intitolate la via Antonio Montero Moreno a Badajoz, la via Arzobispo Montero a Churriana de la Vega e un viale sul retro del teatro romano di Mérida
Morì a Siviglia alle 13 del 16 giugno 2022 all'età di 93 anni. Le esequie si tennero il 18 giugno alle ore 12 nella cattedrale metropolitana di San Giovanni Battista a Badajoz e furono presiedute da monsignor Celso Morga Iruzubieta, arcivescovo metropolita di Mérida-Badajoz. La salma venne quindi trasferita nella concattedrale di santa Maria Maggiore a Mérida. Lo stesso giorno, alle ore 20, dopo la celebrazione di una liturgia della parola, la salma fu sepolta nella cappella del Santissimo Sacramento.

## Opere
- La más grande historia, Madrid, Propaganda Popular Católica, 1957,  p. 17.
- En un portal de Belén, collana Folletos PPC, Madrid, Propaganda Popular Católica, 1957,  p. 17.
- Versos devotos y muy gentiles para decir y tañer a la vera del betis los escribió en alabanza del Señor y su Madre, Madrid, Propaganda Popular Católica, 1959,  p. 32.
- con 	Felipe Solanes, Apóstol a los 18 años: Rafael Samper, S.J., víctima pro Rusia, Madrid, Edic. Paulinas, 1959,  p. 214.
- ¿Vale la pena vivir?, collana Folletos PPC, Madrid, Propaganda Popular Católica, 1960,  p. 15.
- ¿Es tuyo tu dinero?, collana Folletos PPC, Madrid, Propaganda Popular Católica, 1960,  p. 16.
- Maneras de robar, collana Folletos PPC, Madrid, Propaganda Popular Católica, 1960,  p. 18.
- Receta de la alegría, collana Folletos PPC, Madrid, Propaganda Popular Católica, 1961,  p. 16.
- Dios viene por correo, collana Folletos PPC, Madrid, Propaganda Popular Católica, 1963,  p. 16.
- Detrás de la muerte, collana Folletos PPC, Madrid, Propaganda Popular Católica, 1963,  p. 16.
- La vida de Pablo VI, collana Folletos PPC, Madrid, Propaganda Popular Católica, 1963,  p. 32.
- Los hombres se comunican, collana Folletos PPC, Madrid, Propaganda Popular Católica, 1964,  p. 16.
- La información religiosa en sus vertientes teológica y periodística, Madrid, Escuela de Periodismo de la Iglesia, 1969,  p. 31.
- con L. de Echeverria, Relaciones entre las distintas Conferencias Episcopales, Salamanca, 1976.
- La moral informativa en los estados democráticos: conferencia pronunciada en el Club "Siglo XXI", Madrid, 21-II-1985, collana Nuevos folletos, Madrid, Propaganda Popular Católica, 1985,  p. 47, ISBN 9788428807104.
- Vida resucitada y renovación sinodal: catequesis pascual del Obispo de Badajoz, collana Cuadernos del Sínodo (Badajoz), 1989,  p. 16.
- La evangelización por los medios de comunicación social en la actual coyuntura sociocultural y política de España, collana Bibliotheca salmanticencis. Estudios, Salamanca, Universidad Pontificia, 199?,  pp. 151-173.
- Perfil del comunicador cristiano, 1992,  p. 16.
- Creyentes y testigos: cartas de un obispo periodista, Madrid, Biblioteca de Autores Cristianos, 1997,  p. 382, ISBN 9788479143015.
- Introduzione a:  Ángel Herrera Oria, Obras completas. I, Homilías y documentos pastorales, a cura di José Luis Gutiérrez García, Madrid, Biblioteca de Autores Cristianos, 2002,  pp. XXXV, 978, ISBN 9788479145385.
- con Luis Martínez Fernández, Las doce estrellas de la mujer del cielo, collana Estudios y ensayos BAC, Madrid, Biblioteca de Autores Cristianos, 2002,  pp. xxi, 230, ISBN 9788479145439.
- Historia de la persecución religiosa en España, 1936-1939, Madrid, Biblioteca de Autores Cristianos, 2004,  pp. XL, 883, ISBN 9788479147280.
- Juan de Ribera, Obispo de Badajoz (1562-1568), Santo del Renacimiento: Discurso leído ... por el Excmo. Sr. D. Antonio Montero Moreno Arzobispo Emérito de Mérida-Badajoz y contestación por el Excmo. Sr. D. Pedro Rubio Merino, Trujillo, Real Academia de Extremadura, 2006,  p. 77.
- con Pedro Rubio Merino, Juan de Ribera: Obispo de Badajoz (1562-1568): Santo del Renacimiento, Trujillo, Real Academia de Extremadura, 2006,  p. 77.

## Genealogia episcopale
La genealogia episcopale è:
- Cardinale Scipione Rebiba
- Cardinale Giulio Antonio Santori
- Cardinale Girolamo Bernerio, O.P.
- Arcivescovo Galeazzo Sanvitale
- Cardinale Ludovico Ludovisi
- Cardinale Luigi Caetani
- Cardinale Ulderico Carpegna
- Cardinale Paluzzo Paluzzi Altieri degli Albertoni
- Papa Benedetto XIII
- Papa Benedetto XIV
- Cardinale Enrico Enriquez
- Cardinale Francisco de Solís Folch de Cardona
- Vescovo Agustín Ayestarán Landa
- Arcivescovo Romualdo Antonio Mon y Velarde
- Cardinale Francisco Javier de Cienfuegos y Jovellanos
- Cardinale Cirilo de Alameda y Brea, O.F.M.
- Cardinale Juan de la Cruz Ignacio Moreno y Maisanove
- Cardinale José María Martín de Herrera y de la Iglesia
- Patriarca Leopoldo Eijo y Garay
- Cardinale José María Bueno y Monreal
- Arcivescovo Antonio Montero Moreno